# دير شرف
دير شرف  قرية من قرى الضفة الغربية وتتبع محافظة نابلس، ومن القرى التي وقعت تحت الاحتلال الأسرائيلي بعد حرب 1967. كانت قرية دير شرف قديما تسمى دير مشير نسبة لكونها (مشيرية مركز قضاء) لمملكة سبسطية القريبة منها ثم تحول اسمها إلى دير شرف نسبة إلى فاتحها (محمد شرف).

## الموقع الجغرافي للقرية
تقع القرية غربي مدينة نابلس على بعد 8 كم من مدينة نابلس على مفرق (نابلس - جنين - طولكرم)، ويخترق أراضيها واد يمتد من نابلس إلى طولكرم.
يوجد في دير قديم يسمى دير الفرنسيكان (منطقة ما تسمى الوعرة) وما زالت ارضية الفسيفساء موجودة حتى الآن
وتم عند التنقيب أخذ أجزاء من المنطقة إلى متحف القدس.
ويقع في الشمال من القرية عين ماء تدعى ((نبعه العين)) وهي مشتركة بين سكان القرية(ديرشرف) وسكان قرية الناقورة.

## المساحة والحدود للقرية
تبلغ مساحة القرية حوالي 9,000 دونم الآن أصبحت أكثر، يحد القرية من الشرق قرية بيت ايبا، ومن الغرب قريتي بيت ليد ورامين ومن الشمال قريتي الناقورة وسبسطية ومن الجنوب قرية قوصين.
يمتد غربي القرية سهل كبير من ناحية المساحة يسمى سهل دير شرف، كان يستعمله سكان القرية في زراعة القمح والشعير وغيرها من حاجيات الزراعة المختلفة، ولكن وبسبب الأوضاع السائدة قامت قوات الجيش الإسرائيلي بإغلاق المنطقة بالكامل واعتبارها منطقة أمنية وأصبحت الزراعة فيه شبه معدومة إلا القليل من المواطنين الذين يتسللون غلى مزارعهم في الصباح الباكر.
يعتبر سهل دير شرف من أغنى مناطق الضفة الغربية بالمياه حيث يوجد به بئران ارتوازيان يمدان القرية وجزء من مدينة نابلس بالمياه اللازمة.

## المرافق الموجودة في القرية
- مدرسة دير شرف الثانوية المختلطة: يبلغ عدد طلاب المدرسة حوالي 500 طالب وطالبة وتضم هذه المدرسة الصفوف من الصف السادس الأساسي لغاية الثاني ثانوي الفرع العلمي المختلط وفرع العلوم الإنسانية.
- مدرسة بنات دير شرف الثانوية  : كانت تضم هذه المدرسة طالبات المرحلتين الأساسية والإعدادية لغاية الصف العاشر الأساسي ويبلغ عدد طالبات المدرسة الأساسية حوالي 280 طالبة. (وفي عام 2007 تم إضافة عدد من الغرف التعليمية لهذه المدرسة بدعم من الالمان حيث أصبحت تحتوي على مختبر تعليمي مميز ومزود بأجهزة تعليمية حديثة. وأصبحت هذه المدرسة تضم الصف الحادي عشر والثاني عشر فرع العلوم الإنسانية(الأدبي) لتصبح مدرسة ثانوية بدلاً من أساسية).
- مدرسة دير شرف الأساسية للبنين : وتضم هذه المدرسة الطلاب الذكور من الصف الأول الأساسي لغاية الصف الخامس الأساسي.
- عيادة طبية: يوجد عيادة طبية في القرية والتي تعمل عن طريق وزارة الصحة إلا أن دوام العيادة هو دوام صباحي وهذا الأمر يجعل من الخدمات الطبية الطارئة وخاصة حالات الولادة أمر مستحيل عن طريق هذه العيادة.[بحاجة لمصدر] ويوجد شبكة خدمات صرف صحي وخدمات هاتف وإنترنت وبريد.
- المساجد: يوجد في القرية ثلاث مساجد المسجد القديم الذي لا يتسع لأكثر من 300 مصلي ولا تتجاوز مساحته 200 م2، والمسجد الجديد المقام على مساحة أرض تساوي 500 م2 ومسجد جديد يقع على الشارع الرئيسي .

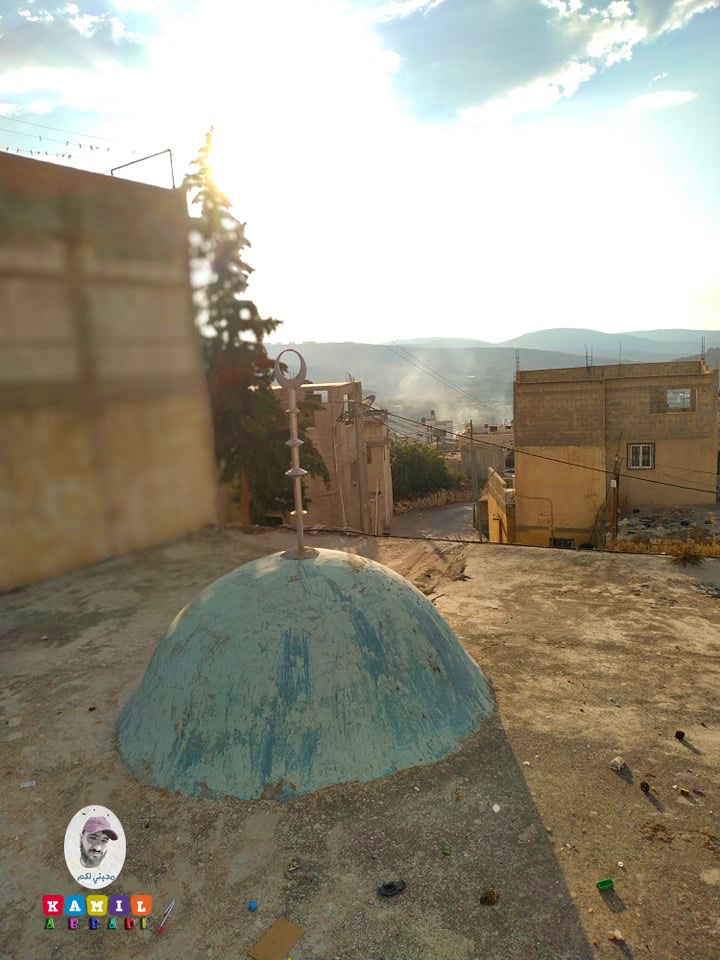
قبة المسجد القديم

- النادي: وهو نادي ثقافي اجتماعي رياضي وإضافة إلى المقر النسوي.قرية دير شرف الحديث تم التقاط صورة من منطقة الناقورة بين دير شرف وقرية قوصين غرب مدينة نابلس

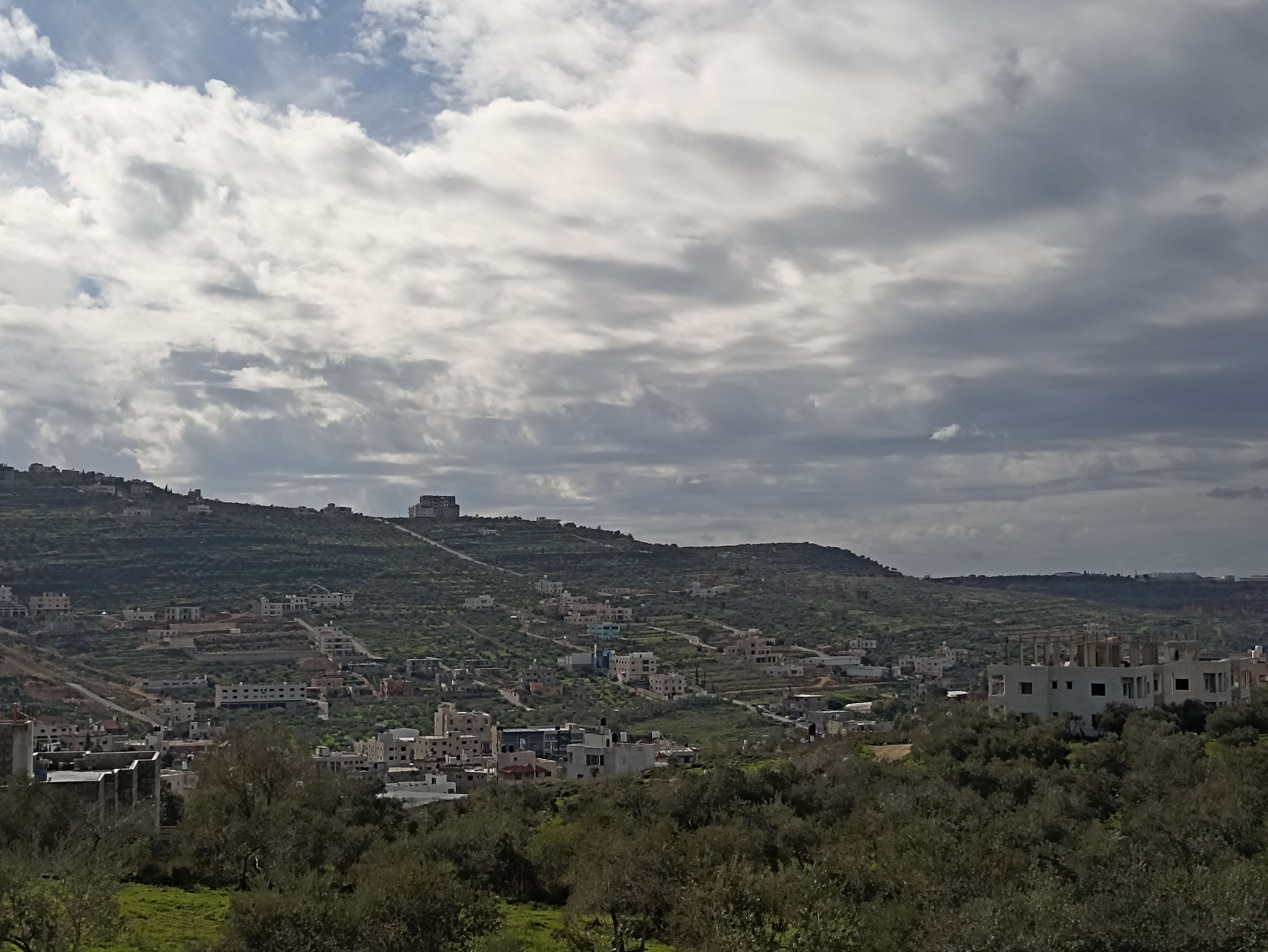
قرية دير شرف الحديث تم التقاط صورة من منطقة الناقورة بين دير شرف وقرية قوصين غرب مدينة نابلس

## السكان والدخل
يقدر عدد سكان قرية دير شرف بحوالي 3,200 نسمة يعتمد بعضهم على الزراعة وعلى العمل في إسرائيل، ويقدر عدد الموظفين الدائمين في القرية في مجالات التعليم والصحة وغيرها في القطاعين العام والخاص حوالي 35% من عدد السكان القادرين على العمل بينما بقية السكان وبسبب وضع الاحتلال ومنع العمال من العمل في إسرائيل أصبحوا عاطلين عن العمل ومستوى معيشتهم دون خط الفقر.[بحاجة لمصدر] أم بالنسبة للمزارعين فالوضع أسوأ وتم ذكره في الأعلى حيث تمنعهم القوات الإسرائيلية من الوصول إلى أراضيهم في سهل القرية(سهل دير شرف) مما جعلهم أسوأ حال من العمال العاطلين عن العمل.[بحاجة لمصدر] من المعلوم أن قرية دير شرف من أسوأ القرى وضعا نتيجة سياسة الاغلاقات التي تنتهجها الحكومة الإسرائيلية في الوقت الراهن حيث أن القرية محاصرة من جهاتها الأربع ولا يمكن للسكان الحصول على احتياجاتهم الأساسية إلا بشق الأنفس.[بحاجة لمصدر]

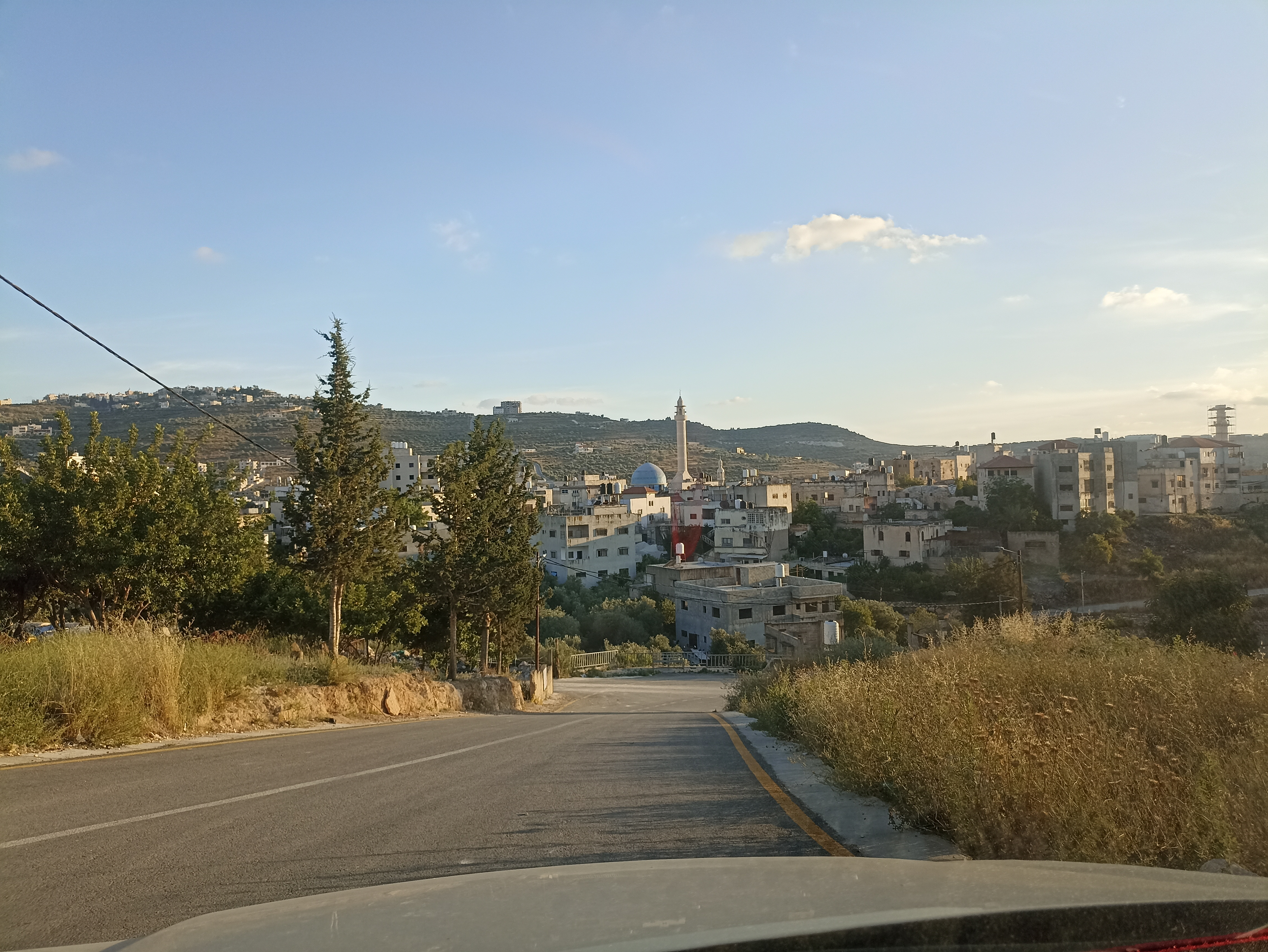
قرية دير شرف من منطقة المقابر